# داميان وليامز (لاعب كرة قدم أمريكية)
داميان وليامز (بالإنجليزية: Damien Williams)‏ هو لاعب كرة قدم أمريكية أمريكي، ولد في 3 أبريل 1992 في سان دييغو في الولايات المتحدة.

## وصلات خارجية
- داميان وليامز على موقع مرجع كرة القدم المحترفة.كوم (الإنجليزية)